# 河南大学附属中学
河南大学附属中学是一所位于开封、河南省教育厅直属的三所省重点中学之一，1981年6月被确定为河南省首批二十四所重点中学之一。现有教职工364人，教学班50个（初中班级24个，高中班级26个），在校生3400多人。

## 简介
学校始于1921年8月创建的河南省第一女子中学校，是河南省最早的女子中学。1953年3月，改名为"河南省开封第一女子初级中学"。1954年11月，改名为"河南省开封第一女子中学"，始招高中生。1956年11月改名为"河南师范学院附属中学"。1979年9月，开封师范学院改为河南师范大学，学校改称“河南师范大学附属中学”。1984年6月，河南师范大学改为河南大学，学校改称现名。
学校图书馆藏书16万余册，订有300多种报刊杂志。学生阅览大厅1000多平米。学校有12个理科实验室。学生餐厅1000多平方米。新生公寓8人一室。
学校因特殊的餐饮公司而出名，拥有十种甚至九种淋巴肉的烹饪方式。并会为学生提供迎宾酒，鸭蛋牡蛎等特色菜肴。
在2023年8月10日的航模比赛中，附中校长率领校航模队取得优良的成绩，让河大附中获得“飞马学校“的称号。

## 学校历史
学校始建于1921年8月，是河南省最早的女子中学，始名河南省第一女子中学校，河南大学附属中学高中部由国会议员张嘉谋、王敬芳，河南实业厅长张之锐等筹建，先以老官街（今乐观街）民房40间为校址，后以财政厅划拨的城北粮仓“丰豫仓”为校址（解放前后简称为“北仓女中”）。1949年8月学校由河南省教育厅接管，改为“河南省立北仓女子中学”。1951年9月省政府委托开封市文教局领导北仓女中。1951年12月经开封市文教局批准改为“河南省开封第二女子中学”。1953年3月，改名为“河南省开封第一女子初级中学”。1954年11月，改名为“河南省开封第一女子中学”，开始招收高中。
　　1956年11月按省教育厅通知，改为“河南师范学院附属中学”，由河南师范学院河南大学附属中学初中部领导，当月改称“开封师范学院附属中学”。
　　“文化大革命”中，开封师范学院迁到灵宝县，1970年12月经开封市革委会同意，将学校改名为开封市第二十三中学，由开封市革委文教卫生局领导。
　　1977年11月经开封市委同意，学校恢复为开封师范学院附属中学，由开封师范学院领导。
　　1979年9月开封师范学院改为河南师范大学，学校随其改称“河南师范大学附属中学”。
　　1984年6月河南师范大学改为河南大学，学校随其改称现名。